# Rhapis siamensis
Rhapis siamensis là loài thực vật có hoa thuộc họ Arecaceae. Loài này được Hodel miêu tả khoa học đầu tiên năm 1997.